# Tico-Tico
Manuel José Luís Bucuane, mer känd som Tico-Tico, född 16 augusti 1973 i Lourenço Marques (nuvarande Maputo), är en före detta fotbollsspelare från Moçambique. Han är bästa målskytt för Moçambiques landslag, och är en av bara fem spelare som gjort över 100 mål i Sydafrikanska Premier League.
Tico-Tico representerade Moçambique i Afrikanska mästerskapet 1996, Afrikanska mästerskapet 1998 och Afrikanska mästerskapet 2010.